# Si fa presto a dire amore
Si fa presto a dire amore è un film del 2000 diretto da Enrico Brignano.
La pellicola ha per protagonisti lo stesso regista e Vittoria Belvedere.

## Trama
Enrico, trentenne disoccupato, è stato appena lasciato dalla fidanzata Silvana. Così passa le sue giornate a tormentarsi per la fine di questo amore confidandosi con l'amico Alfredo, idraulico sempre impegnato che non lo ascolta mai, e gli amici del bar. Arriva anche a comperare una pistola per tentare il suicidio finché, a un concorso statale, incontra Elvira, anche lei appena lasciata dal ragazzo e con propositi suicidi.
I due si frequentano, si fidanzano e tutto sembra andare per il meglio, fino a quando non riappare Silvana che lo informa di essere incinta di lui. Non volendo rinunciare alla sua ex, Enrico crea due faticose e confuse storie parallele. Nel frattempo anche Elvira rimane incinta. Come se non bastasse, Enrico conosce anche Martha, una ragazza uruguaiana con due figli e gravi difficoltà economiche che, involontariamente, gli fa perdere il lavoro di commesso. A questo punto Enrico viene lasciato sia da Elvira, che torna dall'ex fidanzato vero padre di suo figlio, sia da Silvana, che aveva finto di essere incinta solo per complicare la sua nuova relazione.
Enrico, ormai libero, decide di accompagnare Martha nel suo paese d'origine e scopre che in realtà la sua famiglia è molto ricca e che lei si è innamorata di lui; mentre è in intimità con lei, capisce di essere ancora innamorato di Silvana, così torna a Roma e decide di sposarla.